# アンリ・ブーテ
アンリ・ブーテ（Henri Boutet、1851年5月25日 - 1919年6月9日）はフランスの版画家、イラストレータである。パリのファッションをまとった女性や下着姿の女性を描いた版画作品を制作し、「コルセットの名匠( petit maître du corset)」や「お針子の画家( peintre de la midinette )」などの仇名で呼ばれた。

## 略歴
ヴァンデ県のサンテルミン(Sainte-Hermine)の金細工師の息子に生まれた。
1882年から1883年の間、刊行された美術雑誌「ラール・モデルヌ(L'Art moderne)」の編集に加わった。
1890年代になって下着姿のパリの女性を題材にエッチングやドライポイント作品を発表して、一般の人々に知られるようになった。自身の出版社を立ち上げ、「 Frou-frou」、「ラシエット・オ・ブール」、「Le Pêle-Mêle」といった雑誌に挿絵を描き、「ラ・プリュム」や「 L'Estampe originale」、「レスタンプ・モデルヌ」などの美術雑誌に作品が掲載された。
反ドレフュス派の知識人が1898年に結成したフランス祖国同盟の最初の署名者の一人となったが、多くのメンバー同様、政治的な活動には熱心でなかった。
1899年に、詩人のアルマン・シルヴェストルの序文を得て、「 Autour d'elles - Le lever - Le coucher」を出版し、1902年に、19世紀のパリの女性の服装を手彩色のドライポイント作品100点で構成した「Les Modes féminines du XIXe siècle」を出版した。
パリの作家ジュール・レヴィの主催した展覧会、サロン・デ・ザール・ザンコエラン(Salon des arts incohérents:支離滅裂な美術展)やサロン・デ・サンに参加した。
1901年に、娘のジャンヌは、ブーテの弟子の画家・版画家のポール・ギーニュボー(Paul Guignebault: 1871-1931)と結婚した。

## 作品

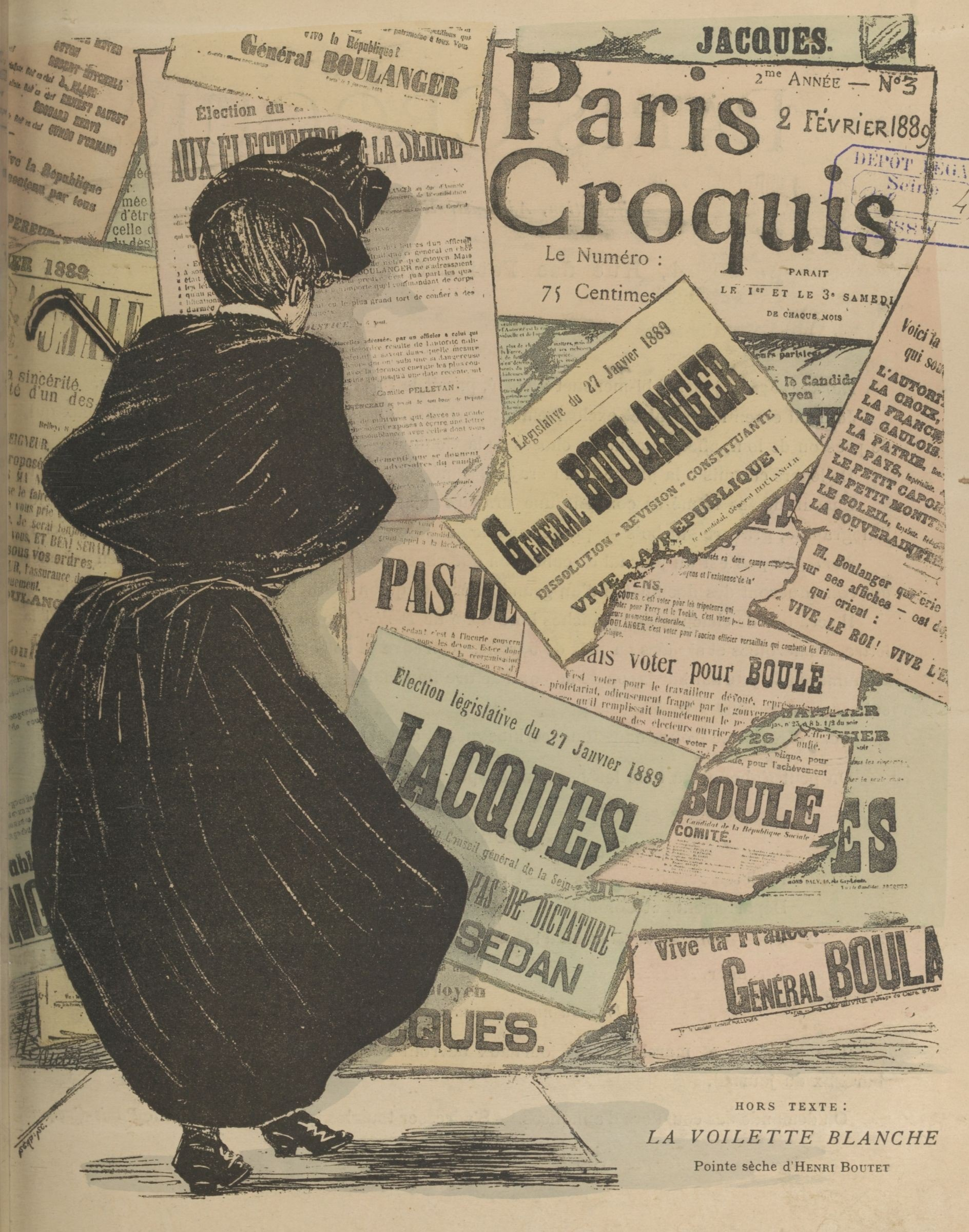
Paris Croquis　表紙絵(1889)
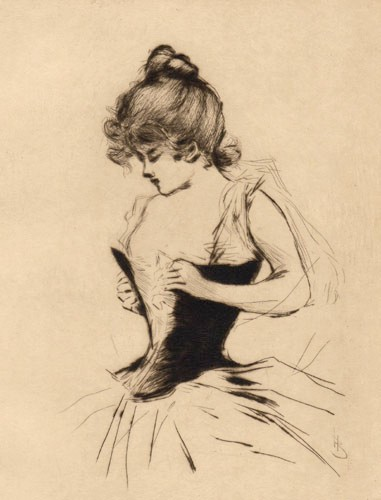
"Le corset"、(1894)
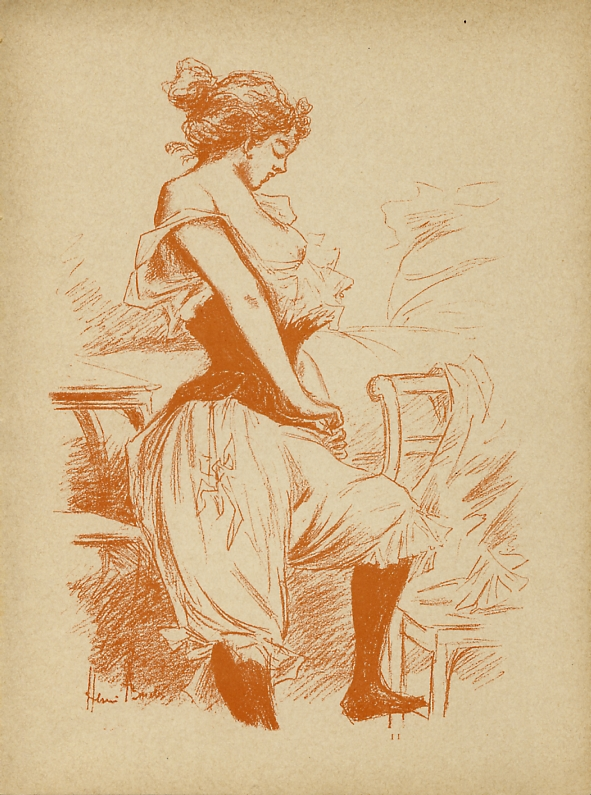
"Autour d'Elles"、 (1899)
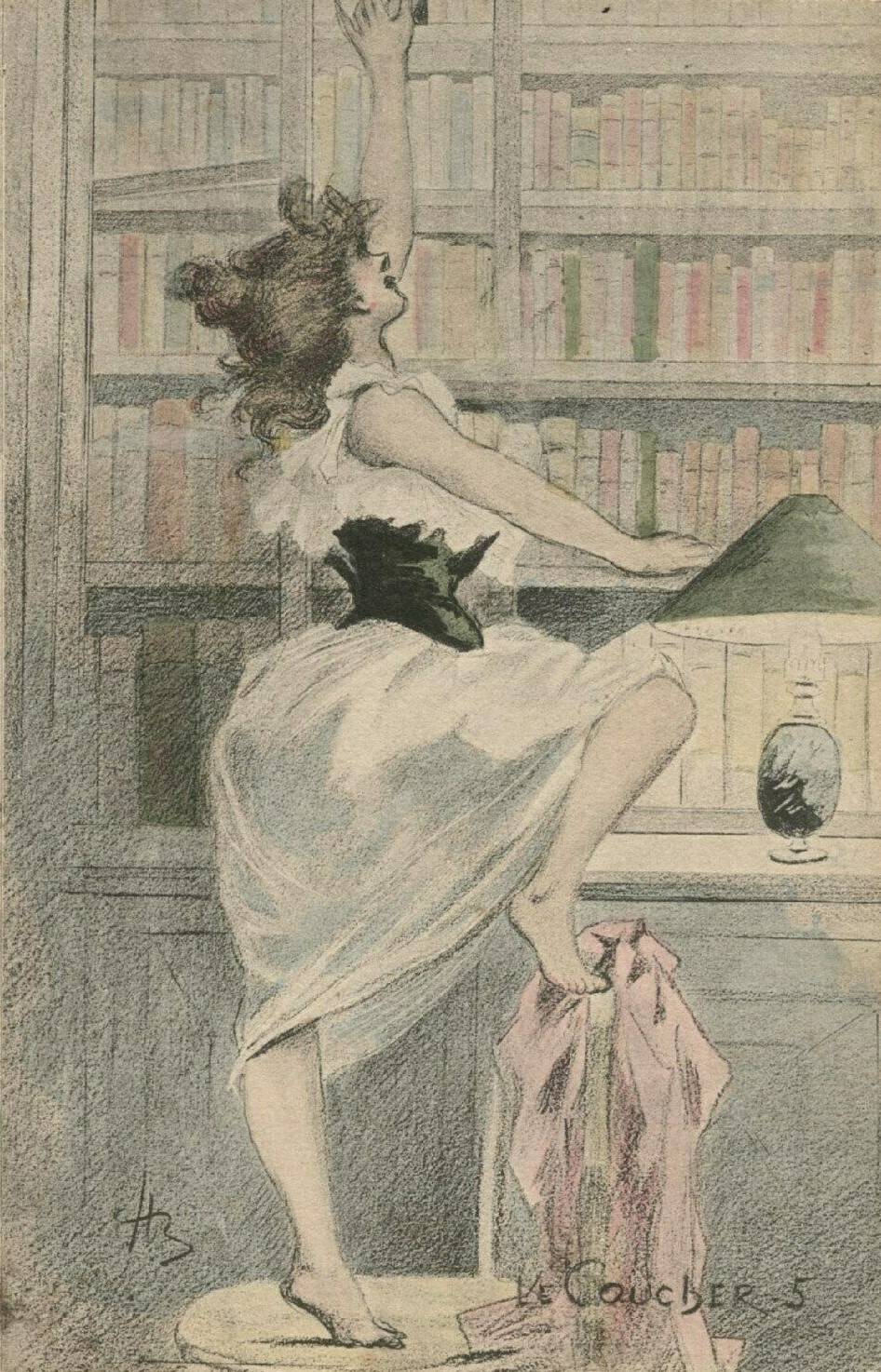
"Le Coucher"(1899/1900)
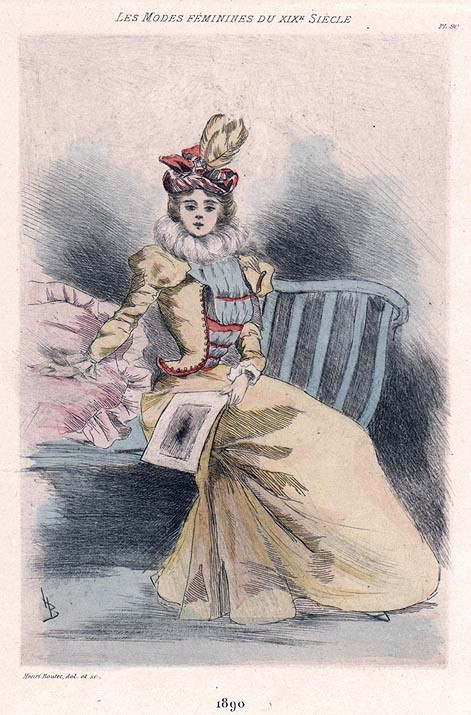
"Les Modes Feminines du XIX Siecle"から、(1902)